# نيكسين

نيكسين يمكن أن يقع في هذا المقطع العرضي للخيط المحوري

نيكسين هي عبارة عن رابطة بروتينية ثنائية متداخلة تتكون هذة الروابطة في الأهداب والاسواط الخاصة بالكائنات الحية وحيدة الخلية مثل البكتيريا وتمنع هذه الروابط الأنيبيبات الدقيقة الموجودة في الطبقة الخارجية في الأكسونيمس الهدبي  من الحركة بالتزامن مع البقية. وإلا فان بروتينات النقل الحويصلي مثل داينين ستقوم بتحليل التركيب كاملا.